# Milwaukee Bucks 1998-1999
La stagione 1998-99 dei Milwaukee Bucks fu la 31ª nella NBA per la franchigia.
I Milwaukee Bucks arrivarono quarti nella Central Division della Eastern Conference con un record di 28-22. Nei play-off persero al primo turno con gli Indiana Pacers (3-0).

## Roster
| N° | Naz.                   | Ruolo | Sportivo         | Anno | Alt. | Peso |
| -- | ---------------------- | ----- | ---------------- | ---- | ---- | ---- |
| 3  | Stati Uniti (bandiera) | G     | Haywoode Workman | 1966 | 188  | 82   |
| 5  | Stati Uniti (bandiera) | G     | Elliot Perry     | 1969 | 183  | 68   |
| 5  | Stati Uniti (bandiera) | A     | Tim Thomas       | 1977 | 208  | 104  |
| 7  | Stati Uniti (bandiera) | G     | Terrell Brandon  | 1970 | 180  | 82   |
| 7  | Stati Uniti (bandiera) | C     | Paul Grant       | 1974 | 213  | 111  |
| 10 | Stati Uniti (bandiera) | AC    | Armon Gilliam    | 1964 | 206  | 104  |
| 11 | Stati Uniti (bandiera) | G     | Adonis Jordan    | 1970 | 180  | 77   |
| 12 | Stati Uniti (bandiera) | GA    | Michael Curry    | 1968 | 196  | 95   |
| 13 | Stati Uniti (bandiera) | A     | Glenn Robinson   | 1973 | 201  | 102  |
| 15 | Stati Uniti (bandiera) | G     | Vinny Del Negro  | 1966 | 193  | 84   |
| 18 | Stati Uniti (bandiera) | C     | Jamie Feick      | 1974 | 206  | 116  |
| 20 | Stati Uniti (bandiera) | G     | Sam Cassell      | 1969 | 191  | 84   |
| 25 | Stati Uniti (bandiera) | AC    | Chris Gatling    | 1967 | 208  | 100  |
| 25 | Stati Uniti (bandiera) | GA    | Jerald Honeycutt | 1974 | 206  | 111  |
| 30 | Stati Uniti (bandiera) | G     | Dell Curry       | 1964 | 193  | 86   |
| 34 | Stati Uniti (bandiera) | G     | Ray Allen        | 1975 | 196  | 93   |
| 40 | Stati Uniti (bandiera) | C     | Ervin Johnson    | 1967 | 211  | 111  |
| 42 | Stati Uniti (bandiera) | A     | Tyrone Hill      | 1968 | 206  | 109  |
| 54 | Stati Uniti (bandiera) | A     | Robert Traylor   | 1977 | 203  | 129  |
| 55 | Stati Uniti (bandiera) | AC    | Scott Williams   | 1968 | 208  | 104  |

## Staff tecnico
- Allenatore: George Karl
- Vice-allenatori: Terry Stotts, Ron Adams, Mike Woodson, Mike Thibault, Mike McNieve